# Armin Weiß
Armin Weiß ou Weiss (Stefling, 5 de novembro de 1927 - Munique, 7 de dezembro de 2010) foi um químico inorgânico e político alemão. Era filiado ao partido Aliança 90/Os Verdes.